# تیفانی مینکس
تیفانی مینکس (انگلیسی: Tiffany Mynx؛ زاده ۱۰ اکتبر ۱۹۷۱) بازیگر پورنوگرافی اهل ایالات متحده آمریکا است.